# Metro Tango
Die Metro Tango (MT) war eine NATO-Leitstellung im Hunsrück, die von den US-Streitkräften betrieben wurde.

## Aufgabe
Von ihr aus wurden von 1978 bis 1992 Europäische NATO Lufteinsätze für Raketen und Flugzeuge koordiniert und geleitet. Sie sollte nach Fertigstellung des neu ausgebauten Goßberg dorthin umziehen, um auch die Raketen der neu entstandenen Raketenbasis Pydna zu leiten.

## Standort
An der Gemarkungsgrenze der Gemeinden Wüschheim und Kappel, unmittelbar an der höchsten Stelle der Hunsrückhöhenstraße
im Vorderhunsrück (527 m).

## Heutige Nutzung
Nach Auflösung als militärische Liegenschaft wird das Gelände von der RWE Umwelt AG und danach vom jetzigen Entsorgungsunternehmen Remondis als Recyclinganlage genutzt.